# Argüelles
Argüelles is een station van de Metro in Madrid aan de lijnen 3, 4 en 6. Het station ligt in zone A.
Het station is nabij het warenhuis El Corte Inglés gelegen